# Efedra
Efedra je alkaloid koji se tradicionalno dobija iz biljke Ephedra sinica. Prodaja suplemenata koji sadrže efedru je zabranjena u Sjedinjenim Državama 2004. godine. Lek je još uvek u prodaji u Kanadi na slobodno.